# Sítio arqueológico de Dolní Věstonice

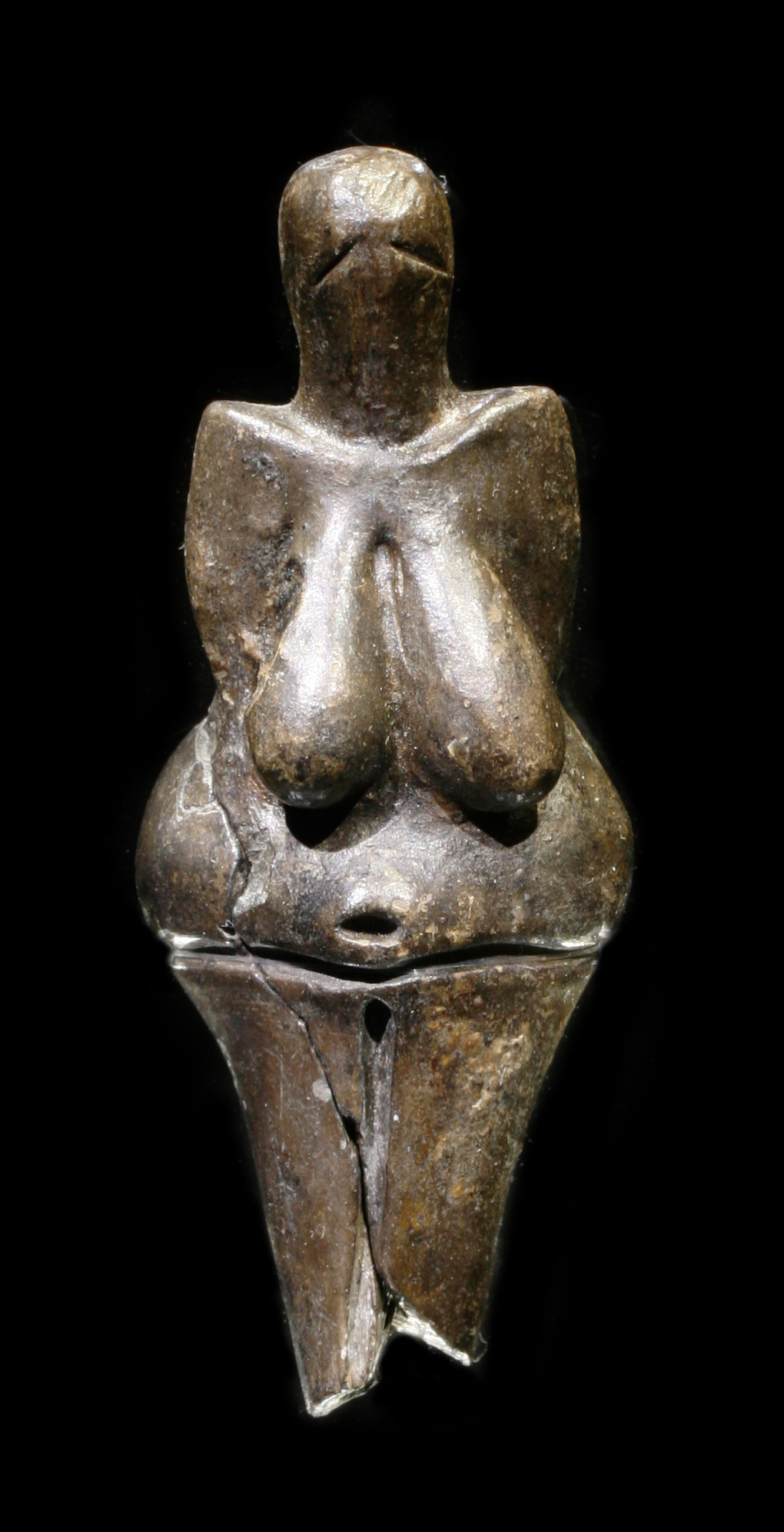
Vênus de Dolní Věstonice

### Estabelecimento
Como espécie humana, descendemos primariamente de um pequeno grupo moderno da família Homo, que apareceu na África há mais de 200 mil anos atrás. Uma população muito bem sucedida que se expandiu para os cinturões tropicais da Ásia e Austrália e depois, há cerca de 50-30 mil anos atrás, seguiu para o que era o cinturão frio e seco da Europa e norte da Ásia. Nesse processo, eles não encontraram apenas o rigoroso frio que permeava a região, mas também os Neandertais (Homo neanderthalensis).
Quem percorre a paisagem ao norte de Danúbio em direção à Porta Morávia, se depara com os impressionantes montes de Pálava. Os sítios arqueológicos e antropológicos de Dolní Věstonice ficam na encosta dos morros e constituem uma das zonas mais importantes para o povoamento inicial na Europa do Homo sapiens moderno. Sob os depósitos de calcário, encontram-se os contornos do povoamento, fogueiras domésticas, restos de oficinas de produção e restos de ossos de animais mortos para consumo. Dentre os achados mais notáveis estão os esqueletos das próprias pessoas, evidências de novas tecnologias utilizadas pela primeira vez neste sítio e objetos artísticos que evidenciam a sensibilidade estética do povoado. 

### História e contextualização
Dolní Věstonice está predominantemente associada ao que se refere ao sítio I, que ficou famoso a partir das escavações de Karel Absolon, e é onde o artefato mais notável da região foi encontrado, a Vênus de Věstonice. No conceito de Absolon, as encostas dos montes de Pálava eram na realidade um mega-assentamento gigante. Hoje em dia, nas áreas de Dolní Věstonice , Pavlov e Milovice, são diferenciadas estruturas de assentamentos Gravetianos, aproximadamente da mesma idade e conectados internamente de acordo com algum tipo de funcionalidade.
Aproximadamente em 1659, foram encontradas referências periódicas a enormes ossos perto de Mikulov, e há aproximadamente um século atrás foram encontrados apenas pequenos ossos e “facas” ou “flechas” de pedra nos sítios abaixo dos morros de Pálava. Nesse momento já estavam acontecendo grandes projetos de escavação em Moravia no sítio de Predmostí e em diversas cavernas Moravianas. 
As escavações em Dolní Věstonice começaram em 1924 e foram lideradas por Karel Absolon, que conduziu uma pesquisa sistemática a cada ano em nome da instituição Tchecoslovaca, o Museu Provincial Moraviano. Absolon impressionou o mundo todo com uma série de achados únicos até 1938, quando Dolní Věstonice foi ocupada pelo exército alemão. 
Os achados da Vênus (em 1925) não impressionam apenas pela beleza, mas também a tecnologia de sua produção, o conhecimento sobre a queima da cerâmica em momentos tão profundos na história humana. Junto da peça também foram encontradas diversas cerâmicas representando humanos e animais, além de outras miniaturas simbólicas cravadas a partir de presas de mamute. Absolon publicou suas descobertas na imprensa Tcheca e na estrangeira, e apresentou ao público na íntegra através da feira de Brno, como parte da exibição especial chamada “Anthropos”. A concepção de toda a mostra por Absolon era inovadora: não era apenas uma coleção de rochas e figuras, mas sim uma reconstrução da vida dentro de assentamentos pré-históricos e de seus habitantes. Dessa forma, Karel Absolon fundamentou as bases para a paleoetnologia Moraviana. 
Durante o período da Guerra, muitas descobertas únicas, especialmente restos de esqueletos humanos foram levados para o castelo de Mikulov para armazenamento, mas foram destruídos quando o castelo foi queimado no final da Guerra. 
Depois, a pesquisa foi expandida para os novos sitios Pavlov I e II. Uma nova coleção foi organizada com objetos artísticos menores e ornamentos junto dos primeiros enterros ritualísticos de homens e mulheres. 
Até aquele momento, a escavação sob os montes de Pálava haviam sido sistematicamente e cientificamente planejados, mas nos anos 80 a situação mudou. Quando os lagos artificiais estavam sendo construídos no rio Dyje no pé das encostas, o material foi retirado dos montes e levado a dois novos sítios, que receberam os nomes de Dolní Věstonice II e Milovice I. Isso fez com que os arqueólogos estivessem sob grandes pressões de tempo, e assim juntassem forças para concluir as escavações no local. E assim os esforços dos arqueólogos levaram à descoberta em 1986 de um sepultamento triplo, e um ano depois o sepultamento de um homem. 
Em 1995, um novo Centro de Paleontologia Paleolítica foi fundado no Instituto Arqueológico da Academia das Ciências da República Tcheca próximo ao sítio original de Dolní Věstonice. O centro continuou as pesquisas em sitios recentemente descobertos na região (Dolní Věstonice II, IIa, III, Pavlov II, VI e Milovice IV). As camadas da cultura gravetiana continuam a ser descobertas e ameaçadas pelo desenvolvimento, construção de esgotos, trabalho no terreno e acidentes, como quando uma rodovia colapsou sob um assentamento em Milovice em 2009. 
O desenvolvimento da ciência e aplicação de novos métodos científicos requer que sítios sejam reabertos para que novas amostras sejam retiradas e estudadas. 
Descobertas feitas no local desde 1994 estão sendo publicadas como parte da série interdisciplinar The Dolní Věstonice Studies, que até agora consiste em 17 volumes. Em 1979 o Museu Regional de Mikulov organizou uma exposição para apresentar as descobertas ao público. Essa exposição foi extensamente reorganizada em 1997. 

### Sítios de pesquisa
- Dolní Věstonice I (sítio de Absolon): Complexo de povoações gravettianas e depósitos de ossos de mamute situa-se numa longa encosta na parte mais oriental do cadastro da aldeia, pelo que os primeiros relatórios sobre eles falam sobre a localização na povoação vizinha de Pavlov. Nas partes média e alta distinguiram-se unidades de povoamento independentes (cabanas). Elevação: 200-235 metros acima do nível do mar. Investigação: 1924-1938 Karel Absolon; 1939-1942 Assien Bohmers;1945-1946 Karel Žebera com um coletivo; 1947-1952, 1966, 1971-1979 Bohuslav Klíma; 1990, 1993 Jiří Svoboda.[1]
- Dolní Věstonice II (Cihelna, Nad cihelnou, Pod lesem): Complexo de povoações Gravettianas no limite oriental da aldeia, que se estende desde o "Calendário dos tempos", sobre o terreno em socalcos da crista e da encosta ocidental e a encosta ocidental até ao campo abaixo da floresta (localidade IIa). Nesta zona, existem habitações individuais (cabanas), e no barranco ao lado há um depósito de ossos de mamute (uma das unidades de habitação data evidentemente do Aurignaciano tardio). Altitude: 200-250 m. Investigação: 1959-1960, 1985-1988 Bohuslav Klíma; 1985- 1991, 1999, 2005 Jiří Svoboda.[1]
- Dolní Věstonice III (Rajny): Unidades individuais de povoamento Gravettiano (e a camada subjacente evidentemente Aurignaciana) situadas numa encosta íngreme com vinha entre as localidades I e II. Os achados de superfície continuam no campo até ao bosque (evidentemente Aurignaciano). Altitude: 215-290 m. Investigação: Bohuslav Klíma, 1993 Jiří Svoboda, 1994-1995 P. Škrdla.[1]
- Pavlov I: Povoação gravettiana intensamente habitada com duas grandes concentrações, no campo a oeste adjacente à aldeia. As unidades de povoamento (cabanas) sobrepõem-se principalmente na parte sudeste, onde os seus traçados formam um palimpsesto de difícil leitura. Altitude: 190-205 m. Investigação: 1952-1965, 1971-1972 Bohuslav Klíma.[1]
- Pavlov II: Pequeno povoado gravetiano no limite oriental da aldeia, hoje se constrói gradualmente casas de família. Elevação: 205-215 m. Investigação: 1966-1967 Bohuslav Klíma; 2009 Jiří Svoboda.[1]
- Pavlov III: Ferramentas de pedra Gravetiana dispersas e ossos da parede do antigo poço de argila, agora coberto, ao longo da estrada de Pavlov para Milovice. Elevação: 180 m. Výzkum: 1966, 1977-1980 Bohuslav Klíma.[1]
- Pavlov IV: Achados à superfície de utensílios de pedra no vale ao longo do limite sudeste da povoação. Elevação: 210-250 m. Investigação de superfície em curso.[1]
- Pavlov V (D􀄌vičky): Achados de superfície de ferramentas de pedra abaixo do castelo. Elevação de cerca de 360 m. Pesquisa de superfície em curso.[1]
- Pavlov VI: Unidade de povoamento gravettiano isolada e completamente preservada no limite oriental da aldeia, junto à estrada para Milovice. Elevação: 215 m. Pesquisa: 2007 Jiří Svoboda.[1]
- Milovice I (Mikulovsko): Complexo de assentamento e depósitos de ossos de mamute no vale a sul da povoação ao longo da representação gráfica das colinas de Pálava e a posição de vários sitios em Dolní Věstonice, Pavlov e a estrada para Mikulov. Abaixo do Gravettiano encontra-se uma camada discreta de Aurignaciano. Elevação: 230-240 m. Investigação: Bohuslav Klíma, 1986-1991 Martin Oliva.[1]
- Milovice II (Waldfl eck, Marktsteig): Achados superficiais de ferramentas de pedra no pequeno cume a norte do sítio I. Elevação: 220 m. Investigação de superfície em curso.[1]
- Milovice III (Brn􀄌nský, Strážný Hill): Achados isolados. Elevação: 220-265 m. Investigação de superfície em curso.[1]
- Milovice IV (no interior da povoação): Evidentemente, uma grande povoação gravettiana sob a aldeia atual. Elevação: 180 m. Pesquisa: 2009 Jiří Svoboda.[1]

### Paisagem durante a era do gelo
Análises paleobotânicas de carvão e grãos de pólen mostraram que durante a era no auge de Dolní Věstonice as condições climáticas não eram tão drasticamente frias e secas como esperado inicialmente. Provavelmente as primeiras ondas quentes na Era do Gelo que permitiram as migrações dos Homo sapiens modernos a adentrar a Europa e que estes formassem sua cultura. As grandes camadas de gelo glacial temporariamente ficaram ao norte na Escandinávia e ao sul pelos Alpes, e assim as áreas abertas de estepe e tundra foram quebradas por ilhas e até cinturões compactos de florestas. A enchente temporária, que partia do Rio Dyje, era delineada por povoamentos de amieiros e salgueiros; as encostas dos montes de Pálava foram colonizadas por abetos, lariços e pinheiros, deixando apenas o cume de Devín e a planície de Stolová desprotegidos, altos sobre o terreno que os rodeavam. Os montes e encostas do monte de Pálava se tornaram abrigos para árvores como carvalho, faia e até mesmo teixos. Conchas de moluscos também ressaltam os aspectos frios desse clima. 

### Alimentação
A ocupação das terras baixas do Danúbio foram motivadas pela grande quantidade de animais do local. Enquanto grandes predadores, como leões, hienas e ursos competiam com os caçadores e precisavam ser afastados, existe evidência de consumo de pequenos animais, como lebre, passarinhos e peixes, ou até lobos raposas para o uso da pele para roupas e abrigos, porém a principal fonte de alimentação eram grandes animais da estepe, como rinocerontes, bisões, renas, cavalos e mamutes. 
Não existem evidências diretas para o consumo de plantas, mas a disponibilidade delas na região e a necessidade de alimentar crianças pequenas, também como a impossibilidade de uma nutrição somente de carne, fazem pensar que elas faziam parte da dieta.
Os mamutes ocupavam uma parte especial da vida desses humanos. A caça desses animais consistia em separar indivíduos jovens do rebanho, encurralar e matar nas ravinas nas colinas de Pálava, seus resquícios eram depositados em vales pantanosos ou lagos para sua preservação quando a água congelava, podendo acumular ossada entre 12 a mais de 100 mamutes. Eles eram frequentemente retratados em pinturas em cavernas e esculturas de argila e marfim.

### Materiais
As armas de caça eram feitas principalmente de marfim de mamutes e às vezes de ossos. Foram encontrados muitos fragmentos de prováveis lanças, a principal arma do começo do paleolítico, e pequenos projetos que não estragariam a pelagem ou para serem utilizados em animais pequenos. Alguns vestígios sugerem o uso de arco e flecha e redes para captura.
Os líticos utilizados para construção de ferramentas eram trazidos a mais de 100 km de distância, das jazidas de sílex do Planalto dos Cárpatos na fronteira entre a Morávia e a Eslováquia.
A área do rio Dyje era uma fonte de seixos, utilizados para ferramentas grosseiras, lareiras e moradias. Moluscos fossilizados no terciário encontrados eram usados como ornamentos ou pequenas tigelas para misturar corantes, estes também feitos de sedimentos minerais retirados do local.

### Assentamentos
As populações caçadoras possuem ótimo senso de espaço, os assentamentos dos períodos gravetiano e aurignaciano eram estrategicamente localizados em topos de colinas, para a observação do movimentos dos animais 20 a 30 metros abaixo, com exceção de Milovice IV, posicionado para bloquear a entrada do vale lateral do vale, está no nível de planície de inundação do rio. Presas de mamutes foram achadas com desenhos geométricos formando colinas, elas eram utilizadas como mapas do território.
Há uma hierarquia em relação a função dos assentamentos, em Pavlov VI,  onde foram encontrados restos de ossos de animais, sua função era o processamento de carne, e em Milovice I havia concentração de ossos de mamutes. Os locais de ocupação podiam ser permanentes, onde ocorriam os rituais e os objetos artísticos, como também podiam ser menores, de habitação sazonal, como Dolní Věstonice III e Pavlov II. 
Os assentamentos tinham formato oval e podiam passar de 100 metros de diâmetro, possuíam 5 a 10 cabanas, com aproximadamente 10 habitantes cada, totalizando 100 pessoas por assentamento. 
Algumas plantas baixas das cabanas são arqueologicamente legíveis, elas possuem 5 metros de diâmetro e eram provavelmente feitas de suporte de madeira e revestidas de peles. Eram características lareiras centrais, como foram encontradas covas assadeiras em Dolní Věstonice II e Pavlov VI, com cinzas ou pedras queimadas, estas eram frequentemente cercadas de buracos em forma de chaleira que possibilitavam a fervura da água armazenada em sacos de peles. O uso de blocos de pedra na lareira foi observado em Dolní Věstonice II, onde havia o sepultamento DV 16, presumidamente as pedras serviram para prolongar o calor e aquecer o indivíduo em idade avançada.

### As primeiras cerâmicas
Tradicionalmente, era vigente na academia o paradigma de que tecnologias avançadas para confecção de objetos, como queima de cerâmica, polimento de pedras, e tecelagem, teriam surgido cerca de 20 mil anos atrás, com o início da Revolução Neolítica. Porém, evidências encontradas em sítios como Dolní Věstonice–Pavlov, sugerem que os princípios dessas tecnologias já eram conhecidos durante o Paleolítico, mas não eram utilizados no dia a dia para a confecção de artefatos como vasos, machados ou roupas. 
Pequenas estatuetas representando humanos e animais, feitas de argila, foram encontradas nas cabanas, ao lado das fogueiras na qual haviam sido queimadas, locais estes de congregação social dos assentamentos. Originalmente, pensava-se que tais objetos seriam exclusivamente confeccionados em cabanas específicas (tidas como cabanas "xamânicas"), porém com avanços nas pesquisas foi descoberto que poderiam ser confeccionados e queimados em qualquer lugar onde houvesse assentamentos de longo período. Portanto, era de se esperar que a maior coleção de artefatos cerâmicos seria escavada nos amplos e complexos assentamentos de Dolní Věstonice I e Pavlov I, com poucos artefatos (considerados exceções) sendo escavados em sítios menores, como em Pavlov VI.
As temperaturas das fogueiras permanentes se encontravam na faixa de 500-700 ºC, o suficiente para proporcionar a queima adequada das estatuetas. Arqueólogos especularam se fornos fechados dedicados teriam sido construídos, mas nenhuma evidência foi encontrada. Além do mais, um forno/estufa fechados no meio de uma cabana não seria tão prático para a preparação de alimentos, para calefação do ambiente, ou para proporcionar um ambiente adequado para socialização.

Frequentemente, estatuetas de animais e humanos são encontradas incompletas ou danificadas, ora por acidente, ora propositalmente, através de mudanças bruscas de temperatura, quebra direta, ou danificando o objeto enquanto a cerâmica ainda estava úmida (geralmente em cabeças de animais). Entre as formas humanas, figuras femininas (como a famosa Vênus de Dolní Věstonice) são mais comuns que figuras masculinas. Já dentre as formas animais, as mais comuns são mamutes, rinocerontes, leões, ursos e alguns mamíferos pastadores. Uma interessante observação é que as estatuetas mais danificadas eram aquelas que representavam leões. Todas essas evidências indicam que as estatuetas eram utilizadas em algum evento, ritual, augúrio ou jogo, acompanhado de histórias, mímicas, lendas ou músicas. 

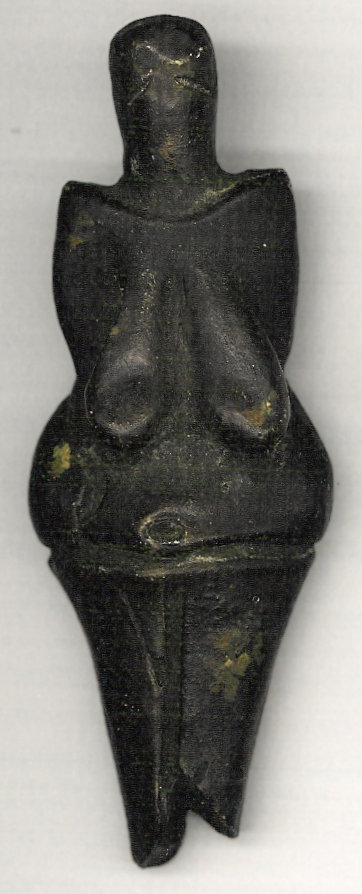
Vênus de Dolní Věstonice

Estudos acerca da composição dos fragmentos cerâmicos, e dos métodos de confecção apontam para o solo loess úmido com principal matéria prima. Radiografias e análises de microscopia indicam que massas semiplásticas de solo loess eram modeladas para formar o corpo ou parte central das estatuetas, e pernas, pés, caudas, cabeças ou orelhas eram modeladas separadamente e adicionadas ao corpo. Há uma variedade considerável no conteúdo de água e tempo de modelagem, evidenciado pela presença de poros irregulares e de vários formatos e tamanhos. As superfícies raramente eram retrabalhadas uma vez que a peça estivesse montada, com raríssimas incidências de alisamento, limpeza ou raspagem. Porém, microscopias das superfícies e detalhes de olhos, orelhas e superfícies côncavas indicam que para atingir tal nível de detalhe haveria a necessidade de um trabalho bem delicado, utilizando unhas, ferramentas pontiagudas ou micrólitos. Marcas de lâminas estão presentes em pequenos cortes de 5-10 mm de comprimento em muitos detalhes decorativos. Não há evidência de polimento ou decoração pigmentada.
Análises acerca da composição, durabilidade, e resistência ao choque térmico de fragmentos cerâmicos encontrados em Dolní Věstonice corroboram a teoria da intencionalidade da quebra dos artefatos. A alta taxa de fratura encontrada sugere que o mais importante era o processo de fabricação e queima dos artefatos, com sua subsequente destruição, e não a durabilidade do produto final. Ou seja, o contexto de fabricação não era utilitário, e sim ritualístico ou social. A disposição espacial dos fragmentos cerâmicos, assim como sua quantidade, indica que atividades envolvendo estas estatuetas eram desempenhadas por um pequeno número de pessoas.

### Impressões nas cerâmicas: digitais, cabelos, tecelagem e nós
Fragmentos cerâmicos podem reter em sua superfície impressões de materiais orgânicos, preservando evidências que de outra forma não se preservariam. Através da observação sob microscópio, foram encontradas impressões digitais de adultos e crianças que manipulam a argila úmida, evidências de material vegetal, pêlos de animais, fibras (cruzadas de forma correspondente à tecelagem), e impressões de cordas e nós. Os fragmentos cerâmicos em si são diminutos, aproximadamente do tamanho de uma unha, portanto sendo impossível determinar precisamente como eram esses tecidos, seu tamanho, e sua exata função. Poderiam constituir roupas, tapetes, cestas, e os nós poderiam ser parte de redes de caça.

### Ornamentos
Os caçadores de mamute de Dolní Věstonice e Pavlov possuíam uma ampla gama de ornamentos complexos. Utilizavam se de materiais comuns como conchas de moluscos e caninos de animais carnívoros. Porém, utilizavam também materiais mais raros, delicados e de difícil refinamento, como presas de mamute. Estes materiais eram cuidadosamente e meticulosamente esculpidos em pequenas contas, ornamentos costuráveis e acessórios de cabelo, cobertos com gravuras geométricas. Gravuras zoomórficas e antropomórficas, acompanhadas de perfurações, canais ou protuberâncias, eram confeccionadas a fim de adornar peças de roupa.
Ornamentos em sociedades humanas podem cumprir as mais diversas funções, transmitindo informações como origem, status ou conquistas do portador, além de adornar suas vestimentas. Os ornamentos de argila costumavam servir propósitos de curto prazo, apenas durante o processo de criação e destruição, enquanto aqueles feitos de osso e marfim eram utilizados por longos períodos.

### Animais e humanos na arte paleolítica

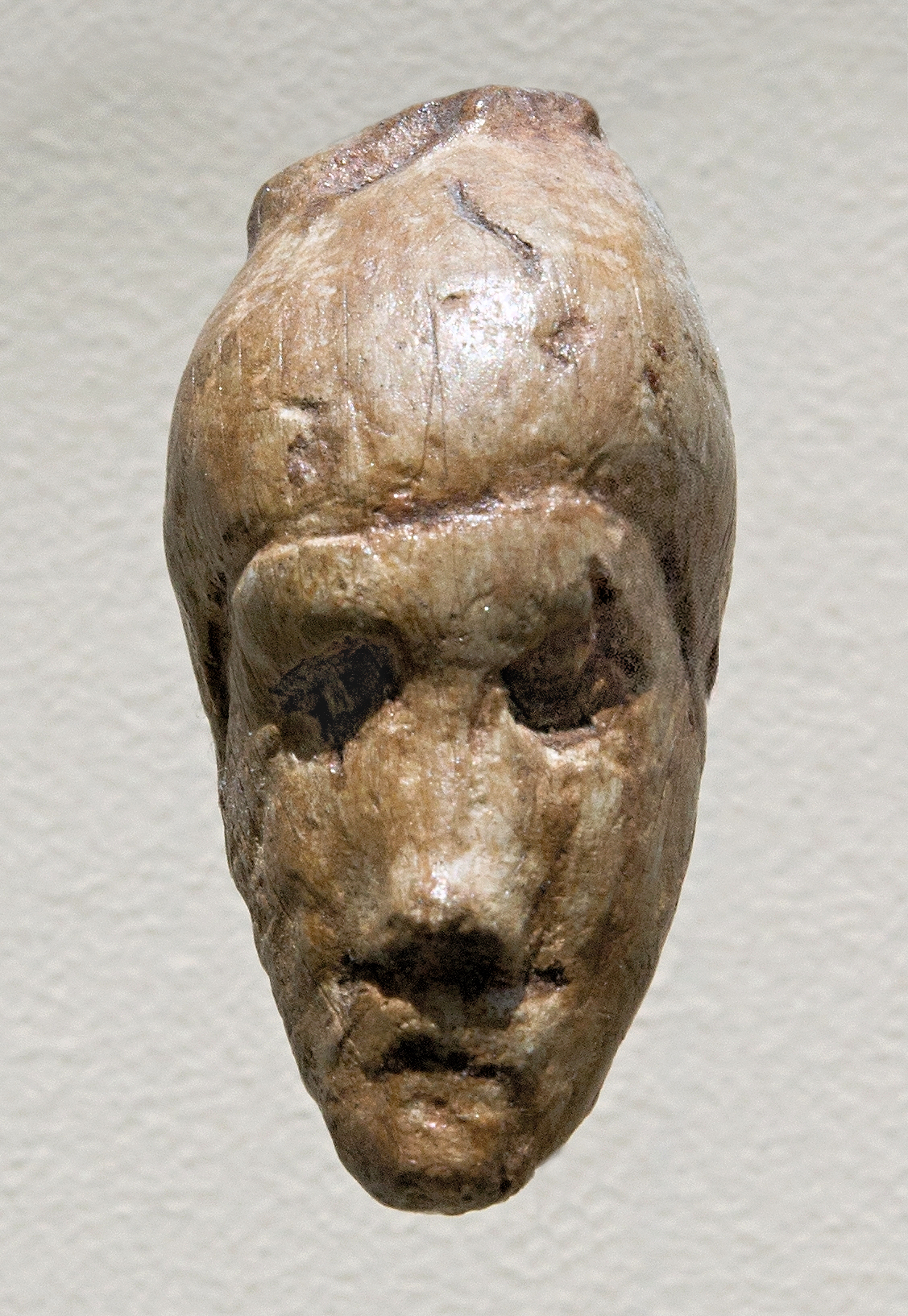
Face feminina feita em marfim de mamute, 28 000-22 000 anos AP

As colinas de Pálava, quando vistas de longe, se assemelham ao dorso de um animal reclinado, como um mamute. Os caçadores-coletores de Dolní Věstonice frequentemente modelavam a paisagem em forma de mamute em artefatos cerâmicos, e a gravavam também em marfim. Significados semelhantes também foram atribuídos a leões e corujas, cujas estatuetas e gravuras eram representadas tanto em arte de curto prazo quanto de longo prazo. Porém, animais como lebres e raposas, com os quais havia um contato quase diário e cujos ossos eram constantemente encontrados nos assentamentos (e até utilizados como ornamentos), nunca foram representados em estátuas e gravuras.
Assim como dentro das figuras zoomórficas se destacam os mamutes e leões, dentre as figuras antropomórficas a Vênus de Věstonice é sem dúvida a mais famosa. Esta é tida como um artefato de extrema importância, se destacando perante as Vênus Gravettianas (espalhadas entre a França, Itália, Morávia e Planícies Russas). Ela se destaca devido a sua composição cerâmica, em contraste com as demais esculpidas em pedra ou marfim, e pela sua estilização e equilíbrio de composição. Em  Dolní Věstonice e Pavlov, sua forma clássica é tida como inspiração para diversas outras estatuetas femininas.
A representação da figura feminina com diversas camadas de abstração era um hábito comum dentre os povos paleolíticos da região. Seja por meio cerâmico ou marfim, estas figuras eram representadas de forma íntegra ou apenas com determinadas partes do corpo (seios, virilha ou cabeça). Porém, também eram inseridos símbolos masculinos nestas estatuetas, com representações fálicas. As estatuetas eram majoritariamente simbólicas e abstratas, porém também são encontradas estatuetas que representam traços característicos de um determinado indivíduo, sejam estes físicos ou adornos, ornamentos ou vestimentas que tal indivíduo utilizaria. Tanto estatuetas zoomórficas quanto antropomórficas possuíam canaletas para permitir que fossem amarradas e penduradas.

### Os sepultamentos

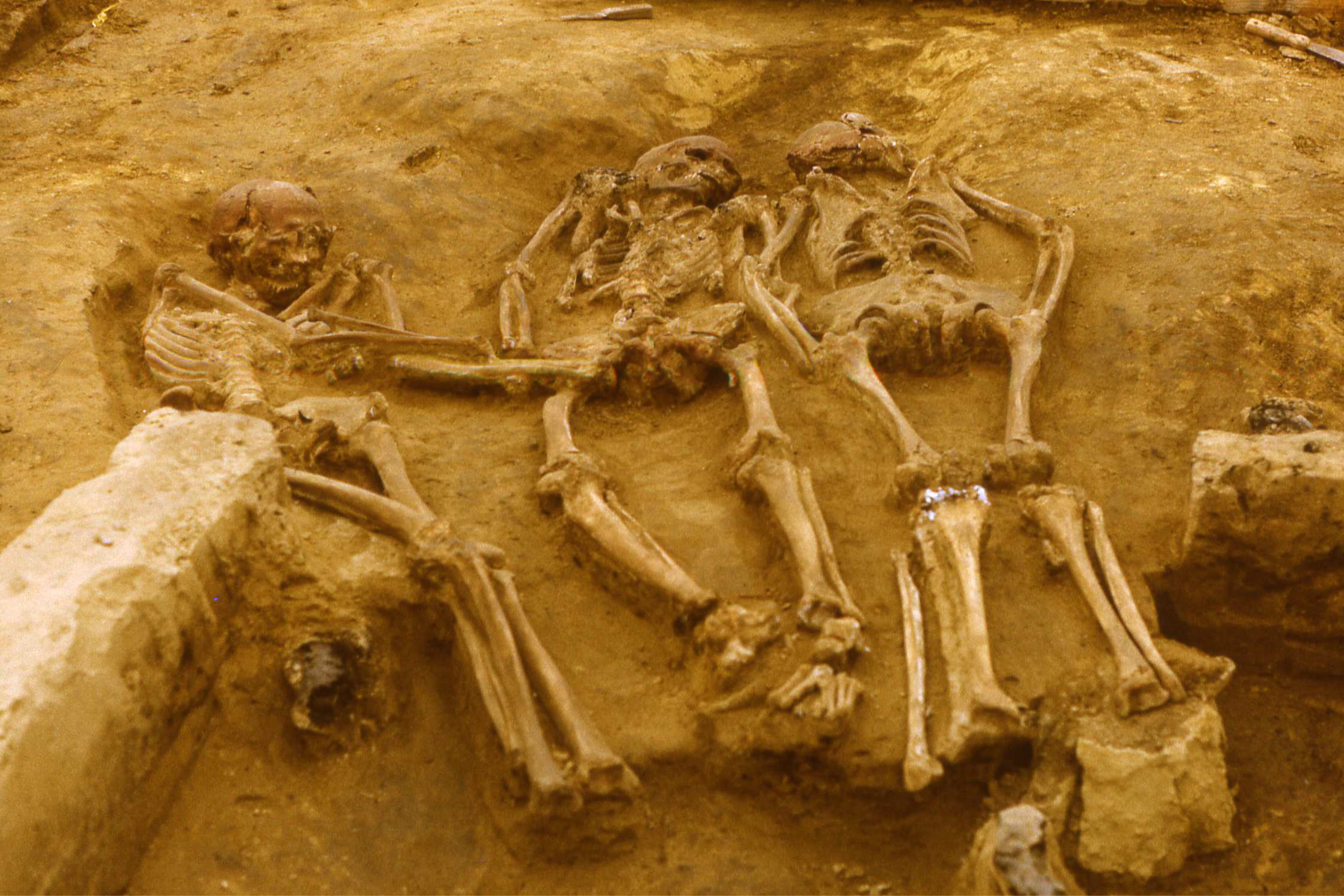
Sepultamento triplo de Dolní Věstonice II

Em 1949, um esqueleto de uma mulher foi encontrado, em uma posição tida como "extremamente agachada", seguida por um homem encontrado em Pavlov 1. Em 1986 e 1987, houve uma série de outros achados: primeiramente um terceiro crânio e possivelmente uma bacia, depois o famoso sepultamento triplo de três jovens, e por fim o sepultamento de um homem idoso ao lado da fogueira no meio do assentamento. Pequenos fragmentos de ossos humanos e dentes ainda estão sendo encontrados, majoritariamente misturados a restos de outros animais. Dentre as descobertas mais recentes destacam-se duas ossadas de mãos, enterradas no mesmo lugar em Pavlov I. Os corpos encontrados em Dolní Věstonice foram cuidadosamente sepultados, com dentes de animais e contas de marfim ao redor dos crânios, atuando como decorações e ornamentos. Observando-se os ornamentos e objetos decorativos encontrados espalhados pelos assentamentos, os vivos se adornavam mais do que adornavam os mortos. Os crânios, e às vezes as pélvis eram pintadas de vermelho. A posição do corpo no sepultamento pode haver alguma significância, sendo encontrados corpos "extremamente agachados", ou deitados em seus ventres ou costas. As mãos de um dos jovens (encontrado do lado esquerdo, homem) do enterro triplo foram deliberadamente posicionadas na bacia do indivíduo central, cujo gênero foi alvo de intenso debate e pesquisa. O indivíduo do lado direito também era um homem.
O gênero do indivíduo central permaneceu um mistério por muito tempo, pois era de impossível determinação morfológica, devido a deformidades patológicas (apresentando sinais ambíguos de ambos os gêneros), afetando principalmente a proporção dos membros, e a morfologia dos dentes e da pélvis. Não há consenso sobre qual seria tal patologia, porém as evidências apontam para uma condição chamada Chondrodysplasia Calcificans Punctata (ou CCP). A determinação só foi possível em 2016 através de análises moleculares, utilizando a proporção de dados de sequenciamento shotgun derivados do cromossomo X para a cobertura autossômica, que determinaram o cariótipo XY. Porém, tal ambiguidade de caracteres sexuais, e a posição central entre dois homens no sepultamento, sugere que esse indivíduo possuía um papel diferente na sociedade em que vivia. Em muitas culturas nativas, a androginia (e até mesmo algumas deformidades) eram tidas como presentes divinos, ou uma fonte de poder e força, possibilitando uma vivência que transcende as simples categorias de "homem"e "mulher".
É difícil dizer se os indivíduos desse sepultamento triplo possuíam um papel de importância em sua sociedade, como chefe de tribo ou xamã. O papel de xamã é frequentemente atribuído a mulheres em Dolní Věstonice, porém devido a posição central no sepultamento, o indivíduo do meio é tido como portador dessa função. 
Os restos antropológicos de Dolní Věstonice são rotulados com números arábicos, enquanto os sítios são rotulados com números romanos. O catálogo completo de restos humanos de Dolní Věstonice já alcança o número 64, enquanto o de Pavlov alcança 33. A maioria consiste em fragmentos de ossos, porém seis esqueletos humanos completos foram encontrados. 
- Dolní Věstonice 3, sítio DV I: mulher, 36-45 anos, altura entre 158-159 cm, 56 kg, deitada de lado em posição agachada, voltada para noroeste. Coloração vermelha no crânio e torso, acompanhada de 10 dentes de raposa perfurados.
- Dolní Věstonice 13, sítio DV II: homem, 21-25 anos, altura entre 168-169 cm, 65 kg, deitado de costas na posição esquerda do sepultamento triplo, ligeiramente voltado para DV 15, orientado sul-sudeste, com coloração vermelha no crânio, acompanhado de 20 dentes perfurados e pendentes de marfim de mamute.
- Dolní Věstonice 14, sítio DV II: homem, 16-20 anos, altura entre 179-180 cm, 68 kg, deitado de ventre na posição direita do sepultamento triplo, orientado para o sul, com coloração vermelha no crânio, acompanhado de 3 dentes perfurados de lobo e pingentes de marfim de mamute.
- Dolní Věstonice 15, sítio DV II: indivíduo de cariótipo XY e gênero ambíguo, 21-25 anos, altura de 159 cm, 66-68 kg, na posição central do sepultamento triplo, orientado para o sul, com coloração vermelha no crânio e pélvis, acompanhado de 4 dentes perfurados de raposa.
- Pavlov 1, sítio Pavlov I: homem, 36-45 anos, altura entre 172-178 cm, 70 kg, originalmente em posição agachada, porém perturbado devido ao movimento do terreno.

### O fim dos assentamentos na região de Pálava
A cerca de 26 ka, os povos caçadores coletores começam um processo de migração das colinas de Pálava para os vales dos rios Danúbio e Váh, mais para o leste, provavelmente devido a mudanças climáticas e o avanço da Geleira Escandinávia sentido sul, transformando a paisagem num deserto polar incapaz de sustentar populações de animais e, consequentemente, de humanos caçadores-coletores. Conforme os animais se dispersaram em busca de melhores condições, os humanos os seguiam. Sobre os campos abandonados de Dolní Věstonice, 6 metros de solo loess foram depositados pelo vento. Nenhum traço dos caçadores de mamute e sua cultura restaram, além dos poucos vestígios arqueológicos e o que pode ser inferido dos mesmos.
1. 1 2 3 4 5 6 7 8 9 10 11 12 13 14 15 16 17 18 19 20 21 22 23 24 25 26 27 28 29 30 31 32 33 34 35 36 37 38 39 40 41 42 43 44 45 46 47 48 49 50 51  SVOBODA, Jiří: Dolní Věstonice - Pavlov: Place: South Moravia; Time: 30 Thousand Years Ago. 1ª edição, Mikulov, República Checa. Museu Regional de Mikulov, 2010
2. 1 2  Vandiver, Pamela B.; Soffer, Olga; Klima, Bohuslav; Svoboda, JiŘi (24 de novembro de 1989). «The Origins of Ceramic Technology at Dolni Věstonice, Czechoslovakia». Science (em inglês) (4933): 1002–1008. ISSN 0036-8075. doi:10.1126/science.246.4933.1002. Consultado em 26 de junho de 2024
3. ↑  Mittnik, Alissa; Wang, Chuan-Chao; Svoboda, Jiří; Krause, Johannes (5 de outubro de 2016).  Calafell, Francesc, ed. «A Molecular Approach to the Sexing of the Triple Burial at the Upper Paleolithic Site of Dolní Věstonice». PLOS ONE (em inglês) (10): e0163019. ISSN 1932-6203. PMC 5051676. PMID 27706187. doi:10.1371/journal.pone.0163019. Consultado em 26 de junho de 2024